# Жирардув
Жира́рдув (Жирардов, пол. Żyrardów) — город в Польше, входит в Мазовецкое воеводство, Жирардувский повят. Имеет статус городской гмины. Занимает площадь 14,35 км². Население — 41 516 человек (на 2004 год).

## История
Получил название от имени французского инженера Филиппа Жирара, изобретателя льнопрядильной машины, основавшего здесь текстильную фабрику в начале XIX века.
23-28 апреля 1883 года здесь прошла первая массовая стачка рабочих в Российской империи (в ходе которой к начавшим забастовку работницам шпулечного цеха крупнейшей в Царстве Польском текстильной фабрики «Жирардовская мануфактура» присоединились 8 тыс. рабочих других цехов). Активисты стачки были арестованы полицией, по предпринявшим попытку освободить их рабочим открыли огонь (3 рабочих было убито, 4 ранено), но стачка окончилась победой бастующих (владелец фабрики был вынужден отменить снижение заработной платы и выплатил бастующим зарплату за дни стачки).
1 сентября 1939 года началась Вторая мировая война, после завершения боевых действий в сентябре 1939 года и немецкой оккупации Польши жирардовская текстильная фабрика была включена в состав концерна «Hermann Göring AG» под наименованием «Герман Геринг-Мануфактурверке» и переориентирована на выпуск продукции для немцев. В августе 1943 года боевая группа Гвардии Людовой под командованием поручика Володиевского атаковала охранников завода (были убиты несколько охранников завода, но в перестрелке с прибывшим на звуки выстрелов патрулем вермахта погиб поручик GL Тихий).
В 1970 году численность населения составляла 33 тыс. человек, город являлся центром льняной промышленности (здесь производили хлопчатобумажные, чулочные и швейные ткани), кожевенной промышленности и производства спирто-водочных напитков.
К началу 1980-х годов город вошёл в состав агломерации Варшавы, в 1981 году численность населения составляла 38 тыс. человек.

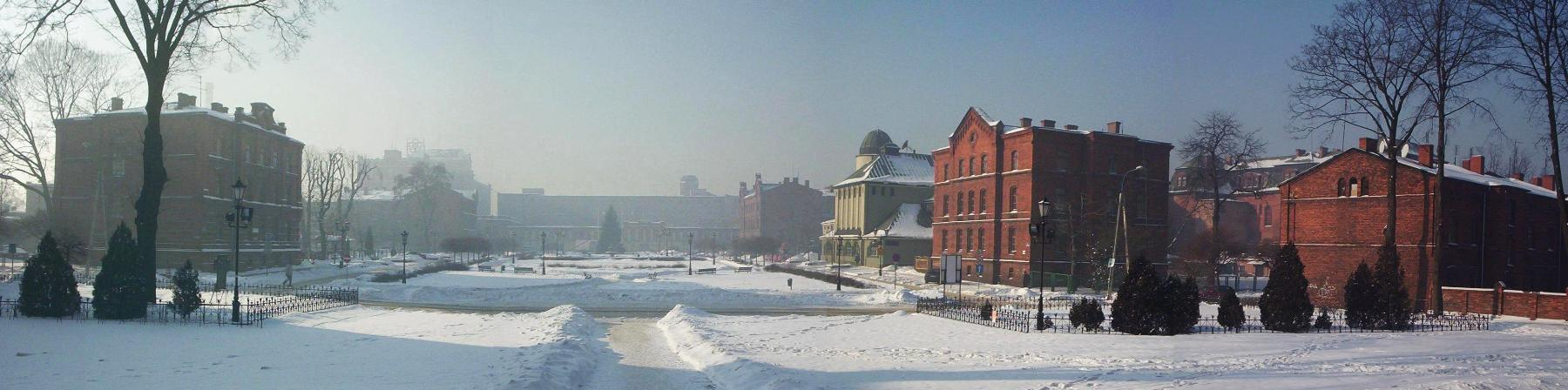
Жирардув — панорама.

## Известные уроженцы и жители
- Бугайский, Станислав Павлович — российский революционер.
- Станислав Мисаковский — польский поэт украинского происхождения. Почётный гражданин города.

## Фотографии

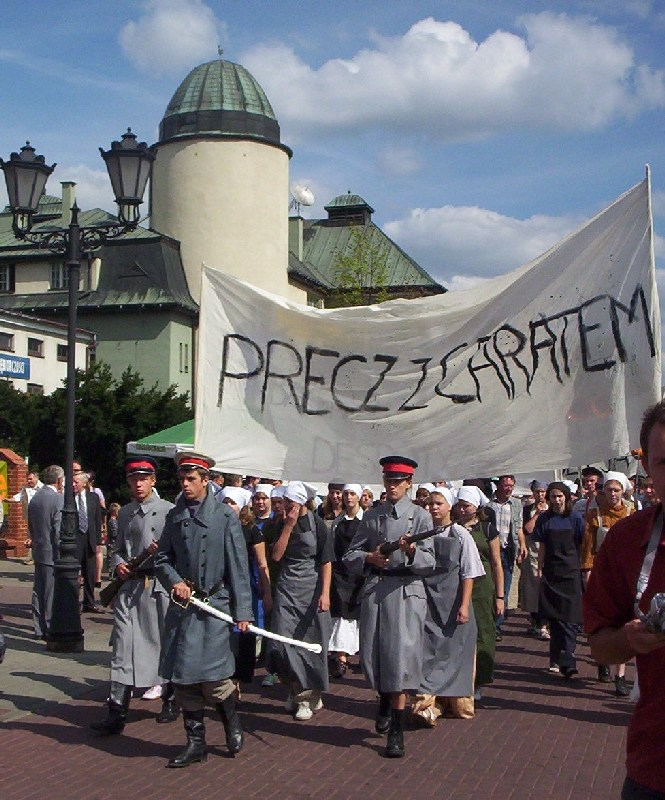
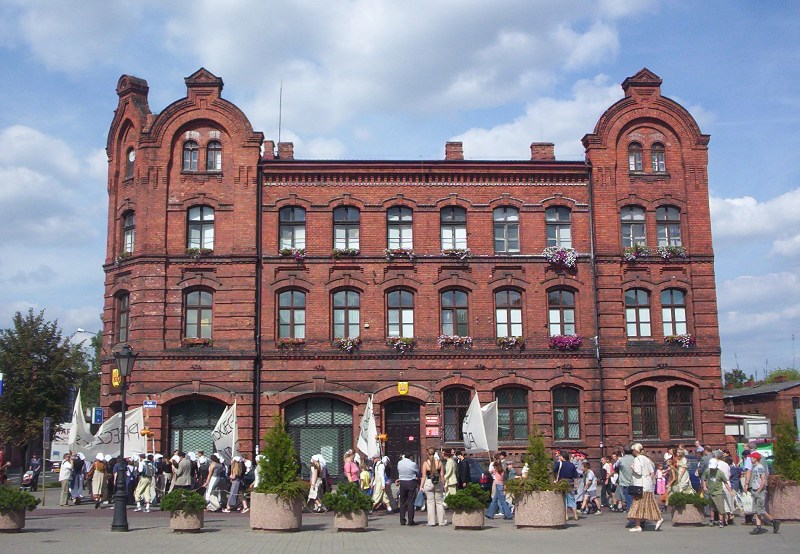
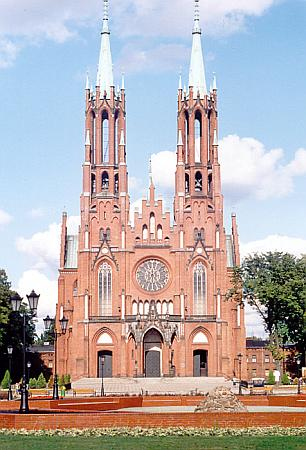
Костёл